# 3506 French
3506 French este un asteroid din centura principală, descoperit pe 6 februarie 1984 de Edward Bowell.